# Episodi di Forever (serie televisiva 2014)
La prima e unica stagione della serie televisiva Forever è stata trasmessa sul canale statunitense ABC dal 22 settembre 2014 al 5 maggio 2015.
In Italia la serie è stata trasmessa in prima visione assoluta dall'11 ottobre 2015 al 6 marzo 2016 sul canale del digitale a pagamento Premium Crime. In chiaro è stata trasmessa per la prima volta dal 21 aprile al 30 giugno 2016 da Top Crime.
| nº | Titolo originale                        | Titolo italiano                        | Prima TV USA      | Prima TV Italia  |
| -- | --------------------------------------- | -------------------------------------- | ----------------- | ---------------- |
| 1  | Pilot                                   | Una lunga storia                       | 22 settembre 2014 | 11 ottobre 2015  |
| 2  | Look Before You Leap                    | Guarda prima di saltare                | 23 settembre 2014 | 18 ottobre 2015  |
| 3  | Fountain of Youth                       | La fonte della giovinezza              | 30 settembre 2014 | 25 ottobre 2015  |
| 4  | The Art of Murder                       | L'arte del delitto                     | 7 ottobre 2014    | 1º novembre 2015 |
| 5  | The Pugilist Break                      | La frattura del pugile                 | 14 ottobre 2014   | 8 novembre 2015  |
| 6  | The Frustrating Thing About Psychopaths | L'aspetto frustrante degli psicopatici | 21 ottobre 2014   | 15 novembre 2015 |
| 7  | New York Kids                           | I ragazzi di New York                  | 28 ottobre 2014   | 22 novembre 2015 |
| 8  | The Ecstasy of Agony                    | L'estasi dell'agonia                   | 11 novembre 2014  | 29 novembre 2015 |
| 9  | 6 A.M.                                  | 6 A.M.                                 | 18 novembre 2014  | 6 dicembre 2015  |
| 10 | The Man in the Killer Suit              | L'uomo vestito da killer               | 2 dicembre 2014   | 13 dicembre 2015 |
| 11 | Skinny Dipper                           | Il bagnante nudo                       | 9 dicembre 2014   | 20 dicembre 2015 |
| 12 | The Wolves of Deep Brooklyn             | I lupi dei bassifondi di Brooklyn      | 6 gennaio 2015    | 27 dicembre 2015 |
| 13 | Diamonds Are Forever                    | I diamanti sono per sempre             | 13 gennaio 2015   | 3 gennaio 2016   |
| 14 | Hitler on the Half-Shell                | Espiazione                             | 3 febbraio 2015   | 10 gennaio 2016  |
| 15 | The King of Columbus Circle             | Destino di un re                       | 10 febbraio 2015  | 17 gennaio 2016  |
| 16 | Memories of Murder                      | Ricordi omicidi                        | 24 febbraio 2015  | 24 gennaio 2016  |
| 17 | Social Engineering                      | I segreti restano sepolti              | 3 marzo 2015      | 31 gennaio 2016  |
| 18 | Dead Men Tell Long Tales                | I morti raccontano                     | 24 marzo 2015     | 7 febbraio 2016  |
| 19 | Punk is Dead                            | Il punk è morto                        | 31 marzo 2015     | 14 febbraio 2016 |
| 20 | Best Foot Forward                       | Partire col piede giusto               | 7 aprile 2015     | 21 febbraio 2016 |
| 21 | The Night In Question                   | Quella sera                            | 21 aprile 2015    | 28 febbraio 2016 |
| 22 | The Last Death Of Henry Morgan          | L'ultima morte di Henry Morgan         | 5 maggio 2015     | 6 marzo 2016     |

## Una lunga storia
- Titolo originale: Pilot
- Diretto da: Brad Anderson
- Scritto da: Matt Miller

### Trama
Il dottor Henry Morgan muore in seguito a una collisione tra treni della metropolitana, e dopo la sua rinascita nell'East River sotto al ponte di Brooklyn, viene chiamato da uno sconosciuto che dichiara di essere a conoscenza del suo segreto. Abraham, un amico di Henry anche lui a conoscenza del suo segreto, lo invita a mantenere la calma e di non saltare a conclusioni affrettate fin quando non avrà la certezza di essere davvero in pericolo. Il detective Jo Martinez, assegnata al caso dell'incidente, trova delle riprese di una telecamera di sicurezza e lo individua come primo sospettato, finché non è lui stesso a confermare che l'incidente è stato provocato dalla morte del conducente, morto per avvelenamento. Il colpevole ha utilizzato l'aconitina, un veleno molto potente che provoca la morte quasi istantanea, estratto dalla pianta dell'aconitum, e ha come obiettivo la distribuzione della sostanza alla Grand Central Station come vendetta nei confronti della compagnia ferroviaria che ritiene "responsabile" per la morte di sua moglie a causa di un incidente su un binario della metropolitana. Henry e Jo intercettano il sospettato sul tetto della Grand Central, dove vengono entrambi colpiti da due colpi di arma da fuoco sparati dall'assassino, ed Henry si getta dal tetto della Grand Central portandolo giù con sé. Dopo avere sventato la minaccia Henry riceve un'altra chiamata dall'uomo misterioso che afferma di condividere il suo stesso dono, da entrambi considerato "una maledizione".
Flashback: Viene rivelato che Henry partecipò come soldato alla seconda guerra mondiale, dove incontrò Abigail, una giovane donna impiegata in un ospedale da campo in Germania, che poi sarebbe diventata sua moglie. Il loro primo incontro avvenne quando salvarono un neonato da un campo di concentramento, quello che nel presente si rivela essere il suo anziano amico Abraham.
- Ascolti USA: 8 260 000 telespettatori[2]

## Guarda prima di saltare
- Titolo originale: Look Before You Leap
- Diretto da: Sam Hill
- Scritto da: Matt Miller

### Trama
Una giovane donna cade da un ponte e il suo viene considerato un caso di suicidio, fino a quando il dottor Morgan non prova il contrario. Nel frattempo Henry riceve una lettera dal suo misterioso stalker scritta su carta antica proveniente da un hotel italiano dove Henry si innamorò di Abigail. Nel presente l'insegnante della giovane vittima, che insieme a lei traduceva un antico codice latino, è il principale sospettato dell'omicidio finché anch'egli viene trovato morto in seguito al suo rilascio su cauzione. Siccome la mancanza di prove scagionava il professore e avrebbe spinto la polizia a indagare ulteriormente alla ricerca del vero killer, la sua morte fu fatta sembrare come un suicidio. Nuovamente Henry riesce a dimostrare che si tratta di omicidio e viene salvato all'ultimo dalla polizia quando si ritrova faccia a faccia con l'assassino, un altro studente dell'ultima vittima. Dopo avere risolto il caso Henry riceve una chiamata dallo stalker, che afferma di chiamarsi "Adamo", che si congratula con lui per la risoluzione del caso. "Adamo" dichiara di condividere la stessa maledizione di Henry ma che la sua vita prosegue da oltre duemila anni, e che lui ed Henry prima o poi si incontreranno nelle loro eterne esistenze.
Flashback: Nel 1945, in Italia, Henry scrive una nota ad Abigail riguardo al suo segreto e sul perché non possano stare insieme; Abigail persuade Henry dicendogli che non lo lascerà andare via, dopodiché si scambiano un bacio.
- Ascolti USA: 6 620 000 telespettatori[2]

## La fonte della giovinezza
- Titolo originale: Fountain of Youth
- Diretto da: David Warren
- Scritto da: Janet Lin

### Trama
Un anziano uomo viene rapinato a China Town e con inaspettata agilità atterra il suo rapitore e lo percuote, ma durante la colluttazione l'anziano si sente male e muore. L'autopsia rivela che, grazie a una strana sostanza, il suo corpo era in perfetta forma ma tale sostanza induceva il cervello in uno stato di precoce invecchiamento. Ritornati nella zona dell'accaduto Henry e Jo seguono una donna insospettiti dalla sua eleganza, inadatta al quartiere, e trovano la sede di una compagnia che vende un prodotto chiamato "Aterna" dalle sedicenti capacità di ringiovanire e rinvigorire. Grazie alla sua destrezza Henry riesce ad appropriarsi di un campione del prodotto mentre Jo recupera le impronte del proprietario della clinica. Riescono perciò a risalire alla vera identità del proprietario che si rivela essere un finto medico scappato da Miami, dove possedeva un'altra clinica, chiusa in seguito a due casi di morti sospette, forse causate dalle sue cure. Quest'ultimo, appartatosi dopo una breve conversazione a casa sua con Henry e Jo, viene assassinato e l'autopsia rivela che, come la precedente vittima, soffriva degli stessi disturbi neuro-degenerativi. Essendo l'esame tossicologico negativo Henry deduce che si tratta di un'infezione da prioni, proteine patogene che non risultano dalle analisi e hanno l'effetto di scavare buchi nel cervello. Essendo il cervello l'unica possibile fonte di prioni Henry collega il fatto alla misteriosa sparizione di cadaveri dall'obitorio e grazie all'intuizione risalgono a un paramedico che mellifluamente distrae l'assistente di Henry e sottrae dei corpi. Dopo il suo arresto ottengono una confessione che, dopo avergli fatto una domanda a trabocchetto formulata da Henry, capiscono essere falsa. Infatti sta cercando di coprire la sorella, la vera mente dietro Aterna, e la intercettano in una stazione della metro dove Henry la salva poco prima che lei tenti il suicidio in preda al rimorso, gettandosi sui binari. Nella concitazione del momento lei afferma di non avere mai voluto fare del male ma che le cellule staminali usate nella formula originale erano troppo costose e, sotto ricatto di essere denunciata all'immigrazione, fu costretta a sostituire il principio attivo con sostanze economiche ma nocive.
Flashback: Henry ripensa a un suo collega affetto dalla tubercolosi nel 1906 e a come le persone a volte ricorrano a misure disperate nel tentare di aggrapparsi alla vita, ora come in passato.
- Ascolti USA: 5 690 000 telespettatori[3]

## L'arte del delitto
- Titolo originale: The Art of Murder
- Diretto da: Jace Alexander
- Scritto da: Chris Fedak

### Trama
Gloria Carlyle, la matriarca di una ricca e influente famiglia che fondò New York nei primi anni del 1900, viene trovata morta in occasione di un evento celebrativo al museo, organizzato in suo onore. Henry è inizialmente esitante nel condurre le indagini in quanto Gloria fu una persona importante del suo passato, avendolo incoraggiato a chiedere ad Abigail di sposarlo. Dopo essersi ripreso dalla triste notizia Henry comincia a indagare ed è determinato a concludere l'indagine, anche quando l'influente figlio della vittima, Conrad Carlyle, lo fa escludere dal caso, in seguito a una fuga di notizie, causata in realtà da Lucas. La prima ipotesi presa in considerazione è l'omicidio da parte del fidanzato della nipote di Gloria, ripreso dalle telecamere mentre la seguiva in un'ala chiusa del museo, ma il suo unico obiettivo era quello di chiederle la benedizione per il suo fidanzamento con la nipote. In seguito a delle analisi, si scopre che nel suo fegato erano presenti dosi letali di fenitoina, un farmaco contro l'epilessia usato dal figlio di Gloria, Conrad, che diventa così il principale sospettato. Grazie a un'intuizione, Henry trova nel caminetto di Gloria un pezzo di lettera bruciata, firmata con le iniziali F.C. e in seguito, nell'auto che l'ha portata alla cerimonia, le pillole di fenitoina. Radunati tutti sulla scena del crimine Henry spiega come sono andati i fatti. Gloria sapeva di essere in fin di vita e ha assunto la fenitoina. Sapendo quanto le rimaneva da vivere in seguito all'assunzione del farmaco si è recata davanti a un dipinto esposto, del cui autore, Fernando Costa, era segretamente innamorata per sentirsi vicina a lui nei suoi ultimi istanti di vita.
Flashback: Nel 1945 Henry e Abigail incontrano una giovane Gloria a una festa da lei organizzata nello stesso museo in cui viene rinvenuta morta negli eventi attuali. Henry ha l'occasione di parlare con Gloria dell'amore e di come a volte sia necessario cogliere l'occasione di amare. Abagail trova strana la presenza di un quadro di un artista argentino sconosciuto, fra tanti quadri di artisti famosi, che si firma con le iniziali F.C.
- Ascolti USA: 5 170 000 telespettatori[4]

## La frattura del pugile
- Titolo originale: The Pugilist Break
- Diretto da: John T. Kretchmer
- Scritto da: Phil Klemmer

### Trama
Henry e Jo indagano nei riguardi di un ricco imprenditore edile, Tommy Delgro, che viene collegato alla morte di un giovane ex-carcerato, Raul Lopez, responsabile di un centro ricreativo per i bambini della Inner City di New York. La prova che lo collega all'omicidio è il telefono della vittima, trovato in uno dei cantieri dell'imprenditore, che aveva in memoria come ultimo numero composto, proprio quello di Delgro. Il socio della vittima rivela che Raul era in conflitto con l'imprenditore perché non era intenzionato a vendergli il centro ricreativo in quanto lui lo avrebbe demolito. Il capodistretto, nonostante ci sia il movente, ritiene che la prova non sia incriminante ed è perciò costretta a liberarlo. Henry e Jo rimangono però convinti della sua colpevolezza perciò pedinano uno dei suoi uomini e lo colgono mentre paga il socio di Raul con l'obiettivo di persuadere l'ex-detenuto, e i proprietari delle attività del quartiere, a vendere. Henry riesaminando la scena del crimine capisce che un ragazzo, un allievo di Raul, aveva assistito all'omicidio e parlandogli intuisce che gli è stato intimato da qualcuno di non rivelare quanto aveva visto. In seguito il ragazzo viene rapito. L'assassino, e rapitore, si rivela essere il proprietario di una cantina intenzionato a vendere e quindi a non fare saltare l'accordo con Delgro. Henry e Jo, dopo avere fatto irruzione nella cantina, salvano il ragazzo ma durante la fuga il proprietario viene investito e muore poco dopo. Tommy Delgro viene arrestato per corruzione e il centro ricreativo, insieme alle altre attività, rimane aperto. Nel frattempo Abe cerca di convincere Henry a lasciargli vendere alcuni oggetti, appartenuti al suo passato, a cui lui però è molto legato.
Flashback: La vista del quartiere dove viene rinvenuto il cadavere fa riaffiorare ad Henry vecchi ricordi di quando lavorava lì come medico, in aiuto degli immigrati provenienti dal Nord Europa intorno al 1890.
- Ascolti USA: 4 810 000 telespettatori[5]

## L'aspetto frustrante degli psicopatici
- Titolo originale: The Frustrating Thing About Psychopaths
- Diretto da: Zetna Fuentes
- Scritto da: Sarah Nicole Jones

### Trama
Un cuore umano sanguinante viene recapitato alla divisione omicidi. Analizzandone i tessuti Henry è in grado di affermare che esso apparteneva a una giovane donna in perfetta salute fra i 25 e i 30 anni e, incrociando questi dati con le denunce di persone scomparse, risalgono al nome della vittima: una escort il cui nome era Mary Kelly. Così Henry capisce che si sono imbattuti in quello sembra essere un emulatore di Jack lo squartatore, al cui caso originale Henry lavorò personalmente nel 1888. Il resto del cadavere viene trovato in una macelleria, luogo coerente con il modus operandi di Jack, con all'interno una scheggia di un bisturi antico. Mentre la scena del crimine viene analizzata, Henry riceve una chiamata da Adamo che sembra essere inspiegabilmente a conoscenza dei fatti. L'assassino ha però commesso un errore: nel caso originale la vittima presentava un'incisione a semi-cerchio sul polso mentre l'attuale vittima ne aveva una a stella, come erroneamente riportato in un articolo del Manchester Herald, un giornale del XIX secolo da cui si deduce che l'assassino si sia documentato. Le copie cartacee sono disponibili in una sola biblioteca a New York. Arrivati sul posto arrestano il sospetto che in seguito dichiara di essere uno scrittore di fumetti e di avere consultato il giornale perché sta pubblicando una serie ispirata proprio a Jack lo Squartatore. Lo scrittore indirizza le indagini verso una fanpage dei suoi fumetti. Henry fa rubare a Abe da una venditrice di armi illegali nota come "Il francese" il suo registro vendite, dove trova il bisturi antico, ma il nome del venditore è scritto in codice. Nel frattempo viene rinvenuto un altro cadavere, ma questa volta ispirato al caso della Dalia Nera. Tramite la fanpage risalgono a Devin, un ragazzo di Brooklyn che con scherno dice ai detective che non hanno prove a suo carico. Henry menziona il registro che Jo rimprovera in quanto rubato. Henry restituisce il registro, ma scopre dalla Francese che è il padre di Devin il comparatore e il vero responsabile dei due omicidi, che ferisce mortalmente Henry mentre sta uscendo dal negozio e vuole usare la donna bendata e immobilizzata come prossima vittima, il medico si rialza nonostante le ferite e in seguito a uno scontro precipita dalle scale dentro al negozio rompendosi la schiena. L'uomo viene ucciso da Jo appena sopraggiunta sul luogo grazie a Abe. Henry impossibilitato a fuggire sente la voce di Adamo, non riuscendo a vederlo in viso che lo uccide prima che Jo lo trovi, lo veda morire e scopra il suo segreto, Henry risorge ma capisce quanto sia pericoloso, il suo simile, infatti si dilegua senza che la detective se ne accorga.
Flashback: Henry indaga sul caso originale di Mary Kelly, la donna squartata da Jack a Londra, nel 1888 e usando le sue doti deduttive collabora alle indagini con un detective assegnato al caso.
- Guest star: Rosalind Chao (la Francese)
- Ascolti USA: 4 950 000 telespettatori[6]

## I ragazzi di New York
- Titolo originale: New York Kids
- Diretto da: Steve Shill
- Scritto da: Zev Borow

### Trama
Tyler, un giovane medico e fondatore di una clinica, viene trovato morto nel suo appartamento, il mattino seguente alla cerimonia di premiazione in suo onore per lo straordinario impegno nel suo lavoro. Henry e Jo scoprono che proveniva da una famiglia molto abbiente, dalla quale ha stranamente preso le distanze, subito dopo il suo prematuro rientro dalle vacanze estive per festeggiare il diploma. La vittima aveva un misterioso tatuaggio scritto in numeri romani sul petto che corrisponde alla data in cui lui e i suoi tre amici partirono per le vacanze. Si scopre che fra i tre ragazzi e la ragazza c'era un intreccio sentimentale abbastanza complicato e che durante le vacanze un loro amico, Robert, fu dichiarato scomparso e non venne mai ritrovato. I suoi resti vengono trovati grazie all'aiuto di Henry e il DNA su di essi collega i quattro amici all'omicidio. Confessano tutti di averlo investito e seppellito ma affermano di non avere ucciso Tyler. Henry e Jo trovano delle prove che scaturiscono dei sospetti sul proprietario di una stazione di servizio in cui Robert lavorava e andati sul posto per fargli alcune domande ingaggiano uno scontro a fuoco ed Henry viene ferito al braccio. Jo, ancora scossa dall'ultima sparatoria, esita ad aprire il fuoco ma in seguito spara, ferendolo, per poi arrestarlo. Perciò il proprietario della stazione di servizio aveva scoperto cosa accadde quell'estate e sapeva che Tyler era benestante, così decise di ricattarlo ma quando il ragazzo dichiarò di volere confessare lo uccise.
Flashback: Negli anni '50 Henry andò in soccorso di un uomo a cui avevano sparato. Ma quando anche lui venne colpito rinunciò a salvare l'uomo per non rischiare di rivelare il suo segreto. Questo evento gli provoca grande rimorso e fu il motivo che lo convinse ad abbandonare la professione di medico.
- Ascolti USA: 4 950 000 telespettatori[7]

## L'estasi dell'agonia
- Titolo originale: The Ecstasy of Agony
- Diretto da: Brad Anderson
- Scritto da: Allen MacDonald

### Trama
Un uomo viene trovato morto con molteplici segni di flagellazioni ed Henry stabilisce che la causa del decesso è l'asfissia. La vittima frequentava una dominatrice, Iona, con il consenso della moglie, che lo aiutava a sbloccare il dolore psicologico e queste sedute salvarono il loro matrimonio. Iona è la principale sospettata finché non è lei stessa a suggerire che la causa dell'asfissia non è stato il suo "trattamento" bensì l'elettrocuzione provocata da uno strumento rinvenuto poi nel sistema fognario nei pressi della scena del crimine. Quest'ultimo però era ricoperto delle sue impronte, perciò viene nuovamente arrestata e il suo studio perquisito, dove vengono trovate delle cimici. La moglie della vittima, non fidandosi del marito, assunse un investigatore privato per assicurarsi che il marito non intrattenesse rapporti sessuali con la dominatrice. Curiosa però di scoprire come mai il marito beneficiasse così tanto di quei trattamenti, partecipò anonimamente a una seduta, che avvenne proprio all'ora del delitto, scagionando quindi entrambe dall'omicidio. Uscendo dal distretto Iona si scambia un bacio con Henry, e poco dopo lui viene rapito. Il rapitore è un cliente psicologicamente disturbato di Iona con un'ossessione per lei, e una volta portato Henry in un magazzino comincia a torturarlo. Grazie alla collaborazione di Iona, Jo riesce a trovarlo e a salvarlo prima che il rapitore lo uccida. Henry riflette su come abbia scelto la solitudine come antidolorifico per le sofferenze e di come la vita gli abbia brutalmente insegnato che la fiducia è una cosa rara.
Flashback: Henry ricorda gli eventi che precedono il suo ritorno a casa dopo la sua prima morte. Dopo essere stato persuaso da sua moglie, Nora, a raccontarle cosa accadde sulla nave e di come sia sopravvissuto, lei lo crede pazzo e lo fa rinchiudere in un manicomio, generando in lui problemi di fiducia.
- Guest star: Hilarie Burton (Iona/Molly)
- Ascolti USA: 4 230 000 telespettatori[8]

## 6 A.M.
- Titolo originale: 6 A.M.
- Diretto da: Peter Lauer
- Scritto da: Dean Carpentier e Matt Kester

### Trama
Un uomo viene trovato carbonizzato nella sua auto e l'assenza di fuliggine nelle narici e nella bocca fa intendere che si tratti di omicidio. I segni sul collo sono coerenti con uno strangolamento per mezzo di una corda di uno strumento musicale. Il DNA rivela che la vittima era il figlio del famoso Pepper Evans, musicista jazz, ormai in declino. Secondo chi lo conosceva, la vittima serbava ancora rancore per l'illegittima attribuzione della traccia "6 A.M." a un'altra persona, Lionel Hubbard, invece che a suo padre e poco prima di morire dichiarò di avere le prove per dimostrarlo. Nell'auto bruciata, sotto gli strati di materiale fuso, viene trovato un gemello con le iniziali della casa discografica che registrò la traccia originale, così il proprietario, Al Rainey, viene arrestato e interrogato. Henry trova un nastro nascosto nella custodia per sassofono, donata da Pepper Evans al figlio, che contiene la prova che fu proprio Evans a scrivere la traccia e non Hubbard. Jo ed Henry intuiscono, dallo strano comportamento di Evans quando vede il gemello, che Al Rainey non è l'assassino bensì il figlio di Hubbard le cui iniziali combaciano con quelle sul gemello. Infatti il figlio di Hubbard, per difendere l'onore di suo padre e affinché non rimanesse alla storia come impostore, uccise il figlio di Evans prima che divulgasse il nastro. Poco prima che la polizia lo arresti, nel locale in cui si stava esibendo, Henry ferma Evans che stava per sparare al figlio di Hubbard per vendicare l'omicidio di suo figlio. Infine Jo da il nastro alla sorella della vittima, rivelandole che suo padre l'ha scritto il giorno in cui lei nacque, e le sei del mattino ("6 A.M.") fu l'ora in cui accadde.
Flashback: Henry cerca di indottrinare un giovane Abe alla musica classica ma quando un vicino di casa, un musicista jazz, gli fa conoscere la sua musica, Abe se ne innamora.
- Ascolti USA: 4 430 000 telespettatori[9]

## L'uomo vestito da killer
- Titolo originale: The Man in the Killer Suit
- Diretto da: Jace Alexander
- Scritto da: Cameron Litvack

### Trama
La polizia interviene alla Bethesda Fountain a Central Park, luogo di ritrovamento di un uomo trafitto alla gola da un'arma appuntita. I suoi documenti lo identificano come Colin Cavendish, visconte inglese, ma Henry capisce subito che si tratta di un impostore perché la famiglia Cavendish si estinse nel 1881. Infatti il suo vero nome era Dwight Diziak e lavorava come corriere in bicicletta a New York. Scoprono che, sotto le mentite spoglie, era in procinto di sposarsi con Emily Sontag, la figlia di un ricco imprenditore tessile. Emily dichiara che non era a conoscenza della doppia identità di Colin così, Henry e Jo, parlando con il signor Sontag nel suo ufficio, trovano le prove di una colluttazione fra lui e Colin, così lo portano in centrale. Henry si accorge che l'abbigliamento della vittima riprende esattamente quello presente nella rivista di moda sartoriale da uomo, Paul Stewart, di cui lui è un abbonato, e Colin non potendosi permettere tale abbigliamento elegante, usufruiva di sconti riservati ai dipendenti a nome di Patricia Abbot, che viene così presa in custodia. Patricia ammette di avere aiutato Colin ad acquisire i modi e l'aspetto di un vero visconte con l'obiettivo di estorcere denaro all'abbiente famiglia Sontag. Tuttavia Colin si era innamorato realmente di Emily e decise di abbandonare la frode. Però, una volta convalidato l'alibi di Patricia, Henry e Jo si ritrovano senza sospettati e, recatisi nuovamente sulla scena del crimine con Lucas, deducono che il vero assassino è Peter l'avvocato dei Sontag, che è in realtà innamorato di Emily. Tendono così una trappola all'uomo, che viene colto in flagrante mentre controllava se l'arma del delitto fosse stata rinvenuta dalla polizia. Henry, di ritorno a casa, sale su un taxi ma scopre che alla guida c'è Adamo che lo blocca all'interno e parte rapidamente.
Flashback: Henry (nel 1957) si tinge i capelli di grigio per dimostrare la stessa età di Abigail. Più tardi Henry, mentre passeggia nel parco, viene avvicinato da un anziano signore che sconvolto afferma di averlo visto morire, mentre lui rimase ferito, quando furono travolti dall'esplosione della stessa granata durante lo sbarco in Normandia, ma Henry risponde che deve averlo confuso con qualcun altro. Henry in tutta fretta, spaventato dal fatto di potere essere stato scoperto, si prepara insieme ad Abigail per andarsene. Loro figlio Abe, ormai dodicenne, è a casa con il suo amico Lyle, e parlano del primo bacio di Abe con Fawn Mahoney, e Abe afferma che prima o poi la sposerà.
- Guest star: Blair Brown

- Ascolti USA: 5 170 000 telespettatori[10]

## Il bagnante nudo
- Titolo originale: Skinny Dipper
- Diretto da: Steve Boyum
- Scritto da: Chris Fedak e Phil Klemmer

### Trama
Adamo, sfrecciando nel traffico, dichiara di volere convincere Henry della sua immortalità, così nei pressi di un molo sull'Hudson River si spara in testa e il suo corpo scompare, l'auto finisce nel fiume con Henry intrappolato dentro. Dopo la sua morte, Henry, rinasce nudo nell'East River ma viene arrestato da due poliziotti. La tenente del distretto lo fa liberare e dopo una breve discussione sulle sue stranezze che potrebbero minare la sua credibilità ( si giustifica dicendo che dorme nudo e ha attacchi di sonnambulismo) , lo fa tornare al suo lavoro, ma non prima di essere amichevolmente schernito dai suoi colleghi. Tornato al lavoro Henry trasalisce nel vedere che la vittima è Raj Patel, il proprietario del taxi che Adamo ha utilizzato per rapire Henry e gettarsi nel fiume. Dal corpo si evince che la vittima è stata trafitta con precisione da una spada e poco dopo viene rinvenuto il taxi nel fiume con all'interno il bossolo di una pistola antica. Henry si reca con Abe al molo, alla ricerca della pistola e, una volta individuata, si spoglia, ma poco prima di tuffarsi, viene nuovamente arrestato per oltraggio al pudore (anche se stavolta era in costume da bagno) e redarguito dal tenente Reece che gli prescrive delle sedute da uno psicologo, il dottor Farber Lewis. La pistola che i colleghi ripescano conduce a un indirizzo dove si trova un'altra vittima, Richard Smight, sul quale è stata eseguita una vivisezione con un coltello da caccia, come quello che usa Henry per le autopsie. Intuito che l'artefice sia Adamo, Henry corre al laboratorio per vedere se il suo coltello sia sparito e lo trova macchiato con il sangue della vittima, così, insieme ad Abe si preparano per fuggire dalla città e da Adamo. Ma Jo lo scopre e lo porta alla centrale ed Henry confessa di avere uno stalker, ossessionato dalla morte che crede di essere immortale e che vuole incastrarlo per gli omicidi. Il collegamento tra le vittime è Clark Walker, un paziente della clinica psichiatrica che riesce però a fuggire. Rientrato a casa, Henry trova Clark con in mano una spada che inaspettatamente gli chiede di ucciderlo. Pochi istanti dopo arriva Abe e scatta una colluttazione durante la quale Henry uccide Clark, il quale però muore senza svanire, rendendo chiaro che non si tratti di Adamo. Henry, ancora scosso, viene consolato dai colleghi e riceve una chiamata dal vero Adamo che spiega di avere manipolato Clark, già mentalmente instabile, facendogli credere che chi viene ucciso da un immortale lo diventa a sua volta. Poi invita Henry a guardare fuori dalla finestra, così rivela di essere il dottor Farber e, a bordo di un taxi, si allontana.
Flashback: Nel 1815 Nora fa visita ad Henry al manicomio di Charing Cross. Henry la implora di farlo uscire, ma lei se ne va affermando che lì possono aiutarlo a guarire. Successivamente il dottore conferma che Henry è perfettamente sano ed Henry rassicura il dottore dicendogli che non era in lui quando disse a Nora di essere immortale. Il dottore prescrive ad Henry l'idroterapia, che si rivela essere la moderna tortura del waterboarding, per assicurarsi che tale evento non si verifichi nuovamente.
- Ascolti USA: 5 200 000 telespettatori[11]

## I lupi dei bassifondi di Brooklyn
- Titolo originale: The Wolves of Deep Brooklyn
- Diretto da: Rob Bailey
- Scritto da: Zev Borow

### Trama
Jason, un giovane cameriere, mostra le sue abilità a Oliver Clausten, un famoso investitore di Wall Street, entrando a fare parte del suo team, e facendogli guadagnare moltissimi soldi. La notte dei festeggiamenti però, il giovane viene trovato morto annegato. In seguito agli eventi precedenti Henry è a riposo da un paio di settimane, e sulla scena sono presenti solo Lucas, Jo e un sostituto medico legale, molto più pressappochista di Henry. Appurato però che la vittima era il figlio di un vecchio commilitone di Abe, Henry rientra al lavoro. In seguito alla prima indagine si scopre che Jason ha avuto un alterco nel suo ufficio con Kevin Crachiolla, vecchio amico nonché cliente investitore di Jason. Quando Henry e Jo lo vanno a trovare nell'officina in cui lavora, lui tenta la fuga, ed Henry prova sconsideratamente a fermarlo, riuscendo nell'intento ma salvandosi solo grazie a Jo. Portato Kevin in centrale, Jo redarguisce Henry per la sua impulsività, perché ha messo in pericolo la vita di entrambi, e mette in discussione il fatto che Henry sia pronto a tornare al lavoro. Intanto Crachiolla dice di avere visto un broker scendere dalla macchina di Jason la notte della sua morte, ma che non si trattava di lui, e identifica un suo collega, Val Kaplan che viene subito arrestato. Val confessa di essersi disfatto del corpo per conto di Clausten, a casa dell'uomo Henry scopre che la piscina è il vero luogo del delitto, ma prima che quest'ultimo venga incriminato, la sua segretaria Melanie, in cambio di denaro, confessa l'omicidio. La svolta arriva da Abe, che indagando su una chiave trovata a casa di Jason, grazie a un vecchio amico fabbro scopre che essa apre un humidor ubicato sullo yacht di Oliver, nel quale sono nascosti dei documenti, che Abe sottrae e fa analizzare dal suo commercialista che provano che l'intera attività di Oliver è in realtà un'enorme schema Ponzi. Alla luce delle nuove informazioni Joe rivela a Melanie che se è stata pagata lo scopriranno i contabili data l'indagine e si ritroverà al verde indipendentemente dalla pena, la ragazza ammette di essere stata pagata per costituirsi, e che l'assassino è Oliver. Nell'intento di arrestare Oliver, che fugge, Henry si mette di nuovo in pericolo, facendosi quasi investire. Fortunatamente interviene Jo che salva Henry e arresta Oliver. Inoltre Jo decide di nascondere il comportamento sconsiderato di Henry al tenente Reece, e invece che arrabbiarsi offre ad Henry supporto morale, anche per ricambiare l'aiuto che l'amico le ha dato nel momento del bisogno.
Flashback: Nel 1965 la famiglia Morgan riceve una lettera di arruolamento nell'esercito degli Stati Uniti rivolta a un giovane Abe che, contro il parere di Henry e Abigail, vuole a tutti i costi servire il proprio paese. Henry è inizialmente molto contrariato e cerca di dissuadere Abe, raccontandogli dell'inaudita violenza che la guerra comporta. Al momento della partenza Henry comprende e accetta la volontà di Abe, dandogli la sua benedizione. In fila per l'appello Abe incontra Marco, il suo nuovo compagno d'armi e futuro padre di Jason.
- Ascolti USA: 4 930 000 telespettatori[12]

## I diamanti sono per sempre
- Titolo originale: Diamonds Are Forever
- Diretto da: John T. Kretchmer
- Scritto da: Janet Lin

### Trama
Un uomo viene intenzionalmente investito nei pressi dell'appartamento di Jo, ma il collegamento con Jo è più profondo. Infatti la vittima, Aaron Brown, è un ex detenuto, e il suo caso fu gestito dal procuratore distrettuale Sean Moore, il defunto marito di Jo. Il database collega il DNA della vittima con quello trovato sul luogo di una rapina avvenuta poco prima dell'omicidio, ma arrivati sul posto Henry si accorge che il rapinatore, coperto in volto, ha in realtà finto di essere Aaron. Poco distante dal luogo della rapina, la polizia trova il passamontagna usato dal rapinatore, ed Henry annusandolo si accorge che chi l'ha indossato soffre di acantosi nigricans, un sintomo del diabete. Grazie a questa intuizione, la lista di tutti gli appartenenti alla vecchia banda di Aaron, viene ristretta a un solo soggetto, Diego Rodrigez, che nella foto segnaletica mostra evidenti segni di acantosi. Durante l'arresto però il partner di Jo viene ferito al braccio e Diego muore per mano del detective Dunn, assegnato al caso sulla rapina in gioielleria e con il quale il team collabora. L'autopsia rivela nello stomaco di Diego un preservativo pieno di diamanti. Il caso sembra apparentemente chiuso; Diego incastra Aaron per la rapina e poi lo uccide, ma alcune incongruenze lasciano Henry perplesso. Infatti lo scarso valore dei diamanti e le misteriose scaglie rosse sulle nocche della vittima, spingono Henry e Lucas a investigare ulteriormente. Così si scopre che la vittima, prima di essere investita, ha bussato alla porta di Jo, la cui vernice rossa gli è rimasta sulle nocche. Riflettendo sugli eventi, Henry e Jo trovano la risposta, i diamanti erano di poco valore perché il gioielliere ha ingaggiato Diego per farsi derubare in modo da incassare i soldi dell'assicurazione per un importo molto superiore al valore dei diamanti stessi, così Jo e Dunn vanno ad arrestarlo. Tutto sembra quadrare, ma Henry ispezionando la ferita del partner di Jo, scopre dall'angolazione che il colpo non è partito da Diego bensì dal detective Dunn, che si capisce essere in combutta con il gioielliere. Nel frattempo Jo si trova in auto con Dunn che, uscito allo scoperto, le punta una pistola dal sedile del passeggero. Jo riesce abilmente a indossare un auricolare bluetooth e a parlare con Henry. Vista la criticità della situazione, Henry le consiglia di schiantarsi con l'auto su una barriera di emergenza, sapendo che sarebbe sopravvissuta all'impatto e avrebbe fatto guadagnare tempo alla polizia per trarla in salvo. Così, come previsto da Henry, entrambi i passeggeri sopravvivono e Dunn viene arrestato. Intanto Abe è indignato perché né Henry né Jo sembrano dare peso alla misteriosa scomparsa di un oggetto antico dal negozio, un cavallo della dinastia Tang, che Henry sostiene fosse falso.
Flashback: Nel 1815 Henry viene trasferito dal manicomio alla prigione di Southwark a Londra. Il suo compagno di cella è un prete che lo convince a liberarsi del suo fardello, così Henry gli racconta la sua storia. Non solo egli gli crede, ma ha anche un'idea per farlo evadere. Grazie al peso di entrambi riescono a rompere l'osso del collo di Henry, il cui cadavere scompare sotto lo sguardo attonito del prete.
- Ascolti USA: 4 750 000 telespettatori[13]

## Espiazione
- Titolo originale: Hitler on the Half Shell
- Diretto da: David Warren
- Scritto da: Sarah Nicole Jones

### Trama
Karl Haas, un mercante d'arte, viene rinvenuto morto nel suo appartamento, ucciso con un colpo inferto con una statuetta, marchiata dai nazisti durante la seconda guerra mondiale. Si scopre che la vittima è il figlio di un nazista a capo di una squadra di furti di opere d'arte, dal quale ha ereditato la sua collezione. Il rarissimo orologio da taschino di Karl porta Henry e Jo a un orologiaio di Brighton Beach, il quale rivela che questi cercava di porre rimedio ai misfatti del padre, restituendo le opere rubate ai legittimi proprietari, o meglio, ai loro discendenti. I tabulati telefonici di Karl conducono la polizia a Julian Glausser, dipendente di una banca svizzera, che collaborava nella restituzione delle opere d'arte, le quali venivano tenute in un caveau all'interno della banca stessa. Tornato al laboratorio Henry capisce che Julian ha sottratto un Rembrandt dalla collezione, per profitto personale, e che può avere ucciso Karl per averlo scoperto. Però quando si presentano per arrestarlo, Julian è sparito insieme all'intera collezione, che viene ritrovata al porto, in un container, insieme al cadavere dell'uomo con evidenti segni di tortura.
Intanto Adamo si presenta al negozio da Abe, ancora ignaro del suo aspetto, e lascia come messaggio per Henry un oggetto antico appartenente alla famiglia Morgan. Henry, ricevuto il messaggio, si incontra con Adamo all'oscuro di Abe, usando il biglietto da visita che lasciato in negozio. Adamo avendo saputo delle indagini, gli racconta di essere stato vittima dei perversi esperimenti del medico nazista Josef Mengele interessato a scoprire la natura della sua condizione. Inoltre palesa il suo obiettivo: vuole che Henry lo aiuti a entrare in possesso di un antico pugnale romano del 44 a.C. rubato dai nazisti, in cambio di un misterioso compenso.
Le due tipologie diverse di omicidio, inducono Henry a pensare che si tratti di due assassini differenti. Rilevando le impronte sulle palpebre di Karl si scopre che appartengono a Erik, il figlio di quest'ultimo, che scoperta l'origine delle opere, lo ha ucciso accidentalmente durante una lite. Erik però nega di avere ucciso Julian, infatti voleva anche lui guadagnarci dai dipinti, sul cui cadavere è presente del DNA del suo assalitore. Henry non trova alcun riscontro nei database, ma la presenza di anticorpi per malattie inesistenti da migliaia di anni rende chiaro ad Henry che l'assassino sia Adamo. Così Henry, per non condurre la polizia sulle tracce dell'uomo, dice che gli esiti dei test sul DNA sono risultati inconcludenti.
Adamo onora la sua parte dell'accordo facendo avere ad Henry e Abe un registro dei campi di concentramento nazisti. Abe scopre che tale registro riporta qualcosa che cercava da tempo, ovvero il cognome dei suoi veri genitori, di cui non ha mai saputo nulla, e che gli permette di accedere all'archivio del Museum of Jewish Heritage. L'unico oggetto presente, appartenente alla famiglia Weinraub, è una fotografia che ritrae i genitori biologici di Abe.
Flashback: Nel 1812 Henry è contrariato nello scoprire che suo padre ha cominciato a trafficare schiavi a sua insaputa, nonostante si dichiarasse avverso a tale pratica. Il padre dice di essere rimasto della stessa opinione ma che si è trovato costretto, suo malgrado, a intraprendere tale business a causa di una grave crisi finanziaria che ha colpito la famiglia Morgan. Sul letto di morte il padre regala ad Henry l'orologio da taschino che lui custodisce gelosamente tutt'oggi, appartenente alla famiglia Morgan da generazioni.
- Ascolti USA: 4 390 000 telespettatori[14]

## Destino di un re
- Titolo originale: The King of Columbus Circle
- Diretto da: Matt Barber
- Scritto da: Phil Klemmer

### Trama
Aronov Armen, l'ultimo erede della oramai conclusa monarchia dell'Urkesh, viene trovato morto in un parco, apparentemente deceduto di morte naturale. Henry però rileva dei sintomi da avvelenamento da radiazioni, sospetto confermato dal contatore Geiger. Inoltre Henry ricorda di avere conosciuto Aronov quando era ancora un bambino, in una spiacevole situazione a bordo dell'Orient Express nel 1955.
L'estratto della carta di credito conduce a un ristorante dove la vittima aveva mangiato poco prima di morire. Il proprietario del ristorante riconosce Aronov e dice che si trovava lì insieme a una donna, che se ne è poi andata via infuriata. Lucas riconosce il timbro di un night club sulla mano della vittima, permettendo di identificare la donna: Lydia, figlia illegittima di Aronov e quindi principessa dell'Urkesh. Lydia, cresciuta in affidamento e ignara delle sue origini, è fuggita dal ristorante perché riteneva assurdo ciò che Aronov le aveva raccontato sul suo legame con lui e con l'Urkesh. Raccontata quindi la verità a Lydia e fugati i dubbi sulla sua colpevolezza, la caccia all'assassino prosegue.
Mentre Henry e i detective fanno delle domande alla vedova di Aronov, tenuta all'oscuro da quest'ultimo sull'esistenza di un erede, ella perde conoscenza a causa della presenza di polonio nel tè, e viene miracolosamente salvata dall'intervento tempestivo di Henry.
L'intruso che ha avvelenato il tè ha anche lasciato varie tracce d'inchiostro. Questo conduce le indagini verso il personale all'ambasciata dell'Urkesh, che all'ingresso prendono le impronte digitali dei visitatori.
Dall'attentato alla vedova di Aronov, Henry comprende che qualcuno sta cercando di sterminare tutti gli eredi della monarchia e coloro a essa collegati, a causa del passato di torture e massacri perpetrati nella storia dai vari monarchi. Inoltre, ora che Aronov è entrato in contatto con Lydia, anche lei si trova in pericolo, insieme al figlio neonato. Perciò Henry e Jo si precipitano a casa di Lydia e riescono a fermare l'assassino giusto prima che possa fare del male al bambino, ma Lydia viene raggiunta da un proiettile al fianco ma, grazie ai soccorsi, riesce a salvarsi.
Finalmente ora la vedova di Aronov può conoscere la figlia illegittima del marito, Lydia, e il nipotino, al quale, a tempo debito, potrà donare l'anello della dinastia dell'Urkesh, privato ormai del suo significato imperiale e divenuto un semplice oggetto di famiglia.
Intanto Abe rivela al protagonista che hanno un antenato comune (lo zio di Henry ha avuto un figlio illegitimo, l-avo di Abe) e che quindi sono imparentati.
Flashback: Nel 1955 Henry e Abagail sono in luna di miele sull'Orient Express. Durante il viaggio Henry è costretto a effettuare un'appendicectomia d'urgenza su un bambino che si rivela essere proprio Aronov, il figlio dell'allora re dell'Urkesh. Come segno di gratitudine, e di fine della monarchia in Urkesh, il re offre ad Henry l'anello che viene tramandato sin dal primo della stirpe dei re.
- Ascolti USA: 4 620 000 telespettatori[15]

## Ricordi omicidi
- Titolo originale: Memories of Murder
- Diretto da: Zetna Fuentes
- Scritto da: Anderson Mackenzie

### Trama
Una ragazza si sta vestendo e truccando in stile anni '70, quando la suoneria del telefono nascosto in un cassetto sovrasta la musica. Risponde, ma appena alza gli occhi vede qualcuno nascosto e subito si scusa.
Henry e Jo indagano sulla morte di una giovane universitaria, Sarah. Le indagini li conducono a una professoressa della New York University frequentata dalla ragazza: in questo modo Henry avrà occasione di rivedere qualcuno di vecchia data, la dominatrice terapeuta Iona (incontrata nell'episodio 8). Essa rivela che la vittima aveva una relazione particolare ma che la giovane l'aveva rassicurata sulla sua sicurezza.
Intanto i colleghi di Jo e Henry frugano nella scena del ritrovamento del cadavere, una discarica abusiva, e recuperano una serie di lettere tutte indirizzate allo stesso condominio e con tracce di sangue. Jo e Henry visitano l'appartamento trovandolo arredato completamente in stile anni '70 fin nei minimi dettagli, l'unica decorazione fuori posto nasconde una macchia di sangue sul tappeto. Con l'aiuto di Iona, chiamata come consulente, scoprono dettagli sull'assassino alla quale alla vittima aveva mandato un video provino. Interrogano il proprietario dell'appartamento che confessa di essere stato il parter di Sara e di averla uccisa.
Flesbeck Abigeil e Herry vanno a cena ma lei è vecchia e quando ritornano lei è triste perche l'anno scabiata per la madre di Herry
- Guest star: Hilarie Burton (Iona/Molly)
- Ascolti USA: 4 660 000 telespettatori[16]

## I segreti restano sepolti
- Titolo originale: Social Engineering
- Diretto da: Antonio Negret
- Scritto da: John Enbom

### Trama
Henry e Jo sono a caccia di un assassino utilizzando il mondo della pirateria informatica ma le indagini mettono a serio rischio il segreto di Henry. In un flashback del 1865 a Londra Henry torna con il ricordo a quando Nora, ormai settantenne, minaccia ancora una volta di rivelare lo stato di salute di Henry. Ricordando il periodo della sua militanza Abe fornisce a Henry un importante indizio per risolvere il caso su cui sta lavorando.
- Ascolti USA: 4 400 000 telespettatori[17]

## I morti raccontano
- Titolo originale: Dead Men Tell Long Tales
- Diretto da: Antonio Negret
- Scritto da: John Enbom

### Trama
Il dottor Henry Morgan, coroner di New York, indagherà sull'omicidio di un cacciatore di tesori. Jo si lascerà corteggiare dall'uomo d'affari ritenuto il responsabile principale dell'omicidio. Tra colpi di scena e inviti galanti le indagini si riveleranno decisive per la misteriosa storia di Henry.
Flesbeck e dasata sulla sua prima morte
- Ascolti USA: 4 420 000 telespettatori[18]

## Il punk è morto
- Titolo originale: Punk is Dead
- Diretto da: John F. Showalter
- Scritto da: Ildy Modrovich

### Trama
Il corpo di Lucy viene trovato murato all'interno del Trash Bar. Il delitto risale agli anni '80 e, anche in mancanza del corpo, Eddie viene accusato di averla uccisa. Dopo trentacinque anni, in cui Eddie si è sempre dichiarato innocente, il caso si riapre.
Flescbeck la morte di abigeil
- Ascolti USA: 4 660 000 telespettatori[19]

## Partire col piede giusto
- Titolo originale: Best Foot Forward
- Diretto da: John T. Kretchmer
- Scritto da: Sarah Nicole Jones e Zev Borow

### Trama
La prima ballerina di un corpo di ballo sta per essere sostituita da Eva che però scompare finché il suo piede non viene trovato all'interno del teatro. I primi sospetti cadono sulla prima ballerina che Eva avrebbe sostituito. Dopo una serie di deduzioni Henry capisce che la ragazza deve essere ancora viva.
Flescbeck 1929 valeri tenta di suicidarsi con la droga per fare le sue opere infine lei muore ma fa la statua della serie
- Ascolti USA: 4 060 000 telespettatori[20]

## Quella sera
- Titolo originale: The Night in Question
- Diretto da: Michael Fields
- Scritto da: Phil Klemmer

### Trama
Henry affronta il caso più importante della sua carriera: la scomparsa della donna della sua vita, Abigail, dopo che lei lo ha lasciato. Nel disperato tentativo di scoprire dove potrebbe essere andata Abe, all'insaputa di Henry, segretamente contatta Lucas per cercare indizi utili a individuare il luogo dove Abigail si era rifugiata. Ma nel giardino della casa dove abitava sotto falso nome, c'è un cadavere sepolto in una fossa poco profonda. Dalle analisi Henry scopre che é una ragazza di nome Melinda scomparsa e ricoverata 30 anni fa, la sera nell'ospedale dove Abby lavorava come infermiera per rottura del braccio. Scopre che Melinda ebbe un incidente in auto con un suo amico Teddy Grave ora giudice federale, che investì un motociclista. Mentre ispezionano la casa Henry viene raggiunto dall'ex della ragazza lo sceriffo della contea, ma viene salvato da Jo, l'uomo confessa l'omicidio della ragazza, in preda all'alcol, ma dice che Abby era scomparsa in auto con un uomo. La polizia capendo che non sono tornati controlla il percorso e trovano un'auto nel bosco nascosta da rami e foglie e dissotterra uno scheletro controllando e si scopre essere Abby, rattristando Abe e Henry. Lucas scopre un taglio alla gola, ma che cercarono di rianimarla. Henry non avendo più possibili colpevoli, scopre che il corpo del motociclista investito scomparve quella notte e usando il numero lasciato da Adamo lo chiama e capisce che era lui. L'uomo confessa che quella notte morente chiese a Abby, l'infermiera che lo aveva in cura di ucciderlo, ma lei non sembrò sorpresa, lui riuscì a uccidersi da solo e il giorno dopo voleva parlarle capendo che non era l'unico immortale come aveva spesso pensato, ma Abby provocò l'incidente e prima che lui cercasse di salvarla si uccise per proteggere qualcuno. Finita la telefonata Henry è sconvolto.
- Ascolti USA: 4 040 000 telespettatori[21]

## L'ultima morte di Henry Morgan
- Titolo originale: The Last Death of Henry Morgan
- Diretto da: Brad Anderson
- Scritto da: Matt Miller e Chris Fedak

### Trama
Una ragazza che lavora in un museo come archivista trova il pugnale che ha ucciso Giulio Cesare e Adamo, ma viene uccisa e il pugnale le viene preso. Henry e Jo iniziano a indagare, mentre Adamo vuole entrare in possesso del pugnale. Temendo per la vita di Jo, Henry tenta di sviare le indagini per proteggerla e scopre che un antiquario ha preso il pugnale per attirare Adamo, avendo saputo di lui dal diario di Mengele. Jo e Lucas notano le attività di Henry ed entrambi hanno sinceri scambi di opinione con lui. Adamo spara ad Henry con la pistola che lo ha ucciso per la prima volta, sperando che Jo scopra il cadavere di Henry o assista alla sua scomparsa. Henry inietta ad Adamo una siringa, poi muore e scompare, risorgendo nell'East River vicino ad Abe. Jo trova solo l'orologio da taschino di Henry e Adamo si ritrova paralizzato a causa dell'embolia, indotta da Henry con la siringa. Jo affronta Henry con una vecchia fotografia che Adamo ha preso dal corpo di Abigail, scoprendo che Henry non invecchia. Chiede una spiegazione e Abe - che in precedenza aveva consigliato a Henry di trovare un nuovo confidente dopo la sua morte - lo esorta a "dirglielo". Henry si offre così di raccontare a Jo "una lunga storia".
Flashback: Londra, 1945. Henry si trova con Abigail e sta per confessarle il suo segreto quando l'ex amante della donna lo pugnala, uccidendolo, ma rimane sola con lui quando il suo corpo svanisce. Henry ritorna a casa quella notte, per dare addio al piccolo Abe e Abby lo abbraccia senza fare domande.
- Guest star: John Noble (Aubrey Griffin)
- Ascolti USA: 4 130 000 telespettatori[22]